# Zipota
Zipota o zipote es un arte marcial que se enseña principalmente en el estado de Texas (Estados Unidos) y está estrechamente relacionado con el arte marcial francés Savate.

## Características, relación con el Savate
Ambos ponen mucha técnica en las patadas, aunque Zipota tiene más lanzamientos y patadas en salto, se utilizan técnicas y golpes con puños, pies, rodillas, espinillas y codos, incluyendo varios aspectos de lucha con palo y cuchillo, la lucha también tiene un sistema de manipulación conjunta. Los practicantes de Zipota son conocidos zipoteros (el que hace zipote) o zipotones en español. Se utiliza un palo de 1,5 metros de largo que se usa en pastoreo llamado makila. El cuchillo que se utiliza se llama bolsa de tripa.

## Controversia sobre su origen
Aunque se afirma que es una especie o una variante de estilo vasco de Savate (boxeo francés o kickboxing francés), no está claro si el deporte realmente se originó en el País Vasco. Se hacen referencias a que Zipota fue empleado por el Basajaun, una figura mitológica vasca, pero hay poca evidencia disponible para esta afirmación. Algunas personas, como Paul Raymond Buitron sugieren que es un antiguo arte marcial vasco del Viejo Mundo que se desarrolló durante generaciones de inmigrantes vascos en Texas, Estados Unidos.
La falta de evidencias históricas sobre la zipota y el que solo sea practicado en EE. UU. mientras que en los países vascos francés y español o Euskadi sea desconocido hacen que según algunos críticos el pretendido origen vasco de la zipota se considere una invención de Buitron. Prácticamente, las principales fuentes existentes son el sitio web y los libros de Buitron y sus alumnos. Es sabido que en todo el norte peninsular históricamente han existido formas de lucha tradicional y que, en concreto, en el País Vasco se practicaron hasta bien entrado el siglo XIX, así como que existió una fuerte emigración vasca hacia Estados Unidos que pudo llevar este tipo de deporte; sin embargo, la naturaleza alejada de la lucha libre y más cercana al savate que Buitron atribuye al zipota constituye un problema para su origen, ya que esta clase de artes marciales basada en el golpeo y pateo habrían sido inexistentes en la cultura vasca. Por ello, no está claro el origen de esta modalidad de lucha pero sí que se ha desarrollado como tal en algunas zonas de Estados Unidos.
El término "makila", vara de madera que se utiliza en esta modalidad de lucha, es una palabra en lengua vasca y un arma existente en la región del País Vasco, pero la palabra "zipota", que según Buitron significaría "zapato" de la misma manera que "savate" lo hace en francés, es virtualmente desconocida en el euskera.